# 4 años, 2 meses y 1 día
4 Años, 2 meses y 1 día es el título del segundo álbum del grupo de rock del País Vasco (España) Cicatriz.
4 Años, 2 meses y 1 día fue el primer disco (el segundo en la discografía del grupo) que sacaron tras el accidente de moto de su cantante Natxo Etxebarrieta y fue grabado en Londres, en los estudios Von's Recording, con la indemnización de Natxo por el mismo.
Este trabajo, también fue el primero que grabó el guitarrista Goar Iñurrieta (también en grupos como Bizkar Hezurra o Korroskada), metiendo una tendencia más heavy y hard rockera a las guitarras.
Este disco fue un empeño de Natxo por grabar los temas viejos de Cicatriz que habían hecho antes del accidente, incluida la canción de «Lola» (una de las más conocidas) la cual afirmaron que nunca grabarían en un disco, que de grabarla la harían en directo (como también hicieron más adelante en su último disco En directo).
El título del disco, se refiere a la condena que le impusieron a Natxo cuando le detuvieron trayendo speed desde Holanda, en este disco también se encuentra una referencia a su estancia en la cárcel de Carabanchel con la canción «La 204».
El disco está dedicado a la memoria del primer guitarrista de la banda, Pepin, quien había fallecido recientemente por una sobredosis de heroína.

## Lista de canciones
1. «Rock and roll de Cicatriz»
(Cicatriz)
2. «Loco»
(P. Landatxe/G. Iñurrieta)
3. «El quebrao»
(Los Betos/G. Iñurrieta)
4. «Solo otra vez»
(Mamen Rodrigo/P. Landatxe)
5. «Don't worry»
(Mamen Rodrigo/G. Iñurrieta)
6. «Una niebla gris»
(J.J. Eguizalde/G. Iñurrieta)
7. «La 204»
(N. Etxebarrieta/G. Iñurrieta)
8. «Que a gusto estás»
(P. Landatxe/G. Iñurrieta)
9. «Me gusta conducir»
(J.J. Eguizalde/P. Landatxe)
10. «El cuello de pavo»
(Cicatriz/G. Iñurrieta)
11. «Lola»
(N. Etxebarrieta/P. Landatxe/J.L. Rodrigo/J. Arteaga)

## Personal
- Natxo Etxebarrieta: Voz
- Goar Iñurrieta: Guitarra
- Pedro Landatxe: Batería y coros.
- Pakito Rodrigo: Bajo y coros.

## Personal técnico
- Peter Peck: producción y técnico de sonido.